# Kahveli
Kahveli ist ein Ortsteil (Mahalle) im Landkreis Kozan der türkischen Provinz Adana mit 368 Einwohnern (Stand: Ende 2024). Im Jahr 2011 zählte Kahveli 422 Einwohner.